# F-104 CCV
De F-104G CCV is een door de Duitse firma Messerschmitt-Bölkow-Blohm (MBB) omgebouwde en aangepaste Lockheed F-104G Starfighter. Het doel was het ontwikkelen en testen van een zeer instabiel gevechtsvliegtuig met een viervoudig uitgevoerd elektronisch vluchtbesturingssysteem (flight control system).
Van december 1977 tot december 1981 voerde het toestel 120 vluchten in vijf verschillende CCV-configuraties uit. CCV staat voor Control-Configured Vehicle.
Deze Starfighter is oorspronkelijk in 1963 gebouwd door Fokker (c/n 8100), die de Starfighter in licentie produceerde voor onder andere de Koninklijke Luchtmacht (KLu). Aanvankelijk had het de Luftwaffe registratie KG-200, later 23+91 en tot slot 98+36. Met de laatste registratie vloog het voor de Duitse legereenheid WTD61.
Gedurende het programma is de configuratie continu aangepast en 1980 werd de kenmerkende 'tweede staart' toegevoegd  (dit is dan ook een stabilo van een F-104).
Het toestel bestaat nog en is sinds 1984 te zien in de Wehrtechnische Studiensammlung Koblenz.